# Lew Wassiljewitsch Ismailow
Lew Wassiljewitsch Ismailow (russisch Лев Васильевич Измайлов; * 10. Januarjul. / 20. Januar 1685greg.; † 23. Dezember 1737jul. / 3. Januar 1738greg. in Moskau) war ein russischer Offizier der Kaiserlich Russischen Armee und Diplomat.

## Leben
Der junge Lew Ismailow aus der alten russischen Adelsfamilie Ismailow wurde von Peter I. zur Ausbildung in die Dänischen Streitkräfte abgeordnet, wo Ismailow bis zum Hauptmann aufstieg. 1707 trat er in das Preobraschenski Leib-Garderegiment ein. 1710 reiste er erneut nach Dänemark, um Peters I. Brief des Bedauerns nach der dänischen Niederlage in der Schlacht bei Helsingborg zu überbringen. 1718 gehörte er zu den Unterzeichnern des Urteils im Prozess gegen den Zarewitsch Alexei Petrowitsch.
1719 wurde Ismailow als Außerordentlicher Botschafter nach Peking geschickt, um Handelsverträge abzuschließen. Die Gesandtschaft verließ Moskau im September 1719. Im April 1720 war sie in Irkutsk und reiste im Mai weiter zum Ostrog an der Selenga. Im November 1720 zog die Gesandtschaft feierlich in Peking ein. 10 Tage später wurde Ismailow von Kaiser Kangxi zur Audienz empfangen. Der Kaiser erklärte, dass es keine Probleme zwischen China und Russland gäbe. Allerdings wurden noch keine Verträge geschlossen. Hindernisse waren die Aufnahme flüchtiger Mongolen in Russland, die Verzögerungen bei der Festlegung der Staatsgrenze und der Khan des Dsungarischen Khanats Tsewangrabtan, der Krieg gegen China führte und von Russland akzeptiert wurde. Im Januar 1722 übergab Ismailow in St. Petersburg dem Kollegium für Auswärtige Angelegenheiten (Außenministerium) das Antwortschreiben Kangxis und eine Liste von Artikeln. Sekretär der Gesandtschaft war Lorenz Lange gewesen, der eine zusammenfassende Übersetzung seines ausführlichen russischen Berichts 1726 in Leiden als Journal du sieur Lange, contenant les négociations à la cour de la Chine en 1721 et 1722 veröffentlichte.
Ismailow wurde von Katharina I. zum Major des Semjonowski-Leibgarderegiments und 1728 von Peter II. zum Generalmajor befördert. Unter Anna Ioannowna wurde er Oberstleutnant. 1734 zeichnete er sich im Polnischen Thronfolgekrieg aus. 1736 nahm er an Burkhard Christoph von Münnichs Krimfeldzug teil und wurde Generalporutschik.